# Игуменский уезд
Игу́менский уе́зд — административная единица в составе Минского наместничества, Минской губернии и Белорусской ССР, существовавшая в 1793—1924 годах. С 1923 по 1924 годы носил название Червенский уезд. Центр — город Игумен.

## История

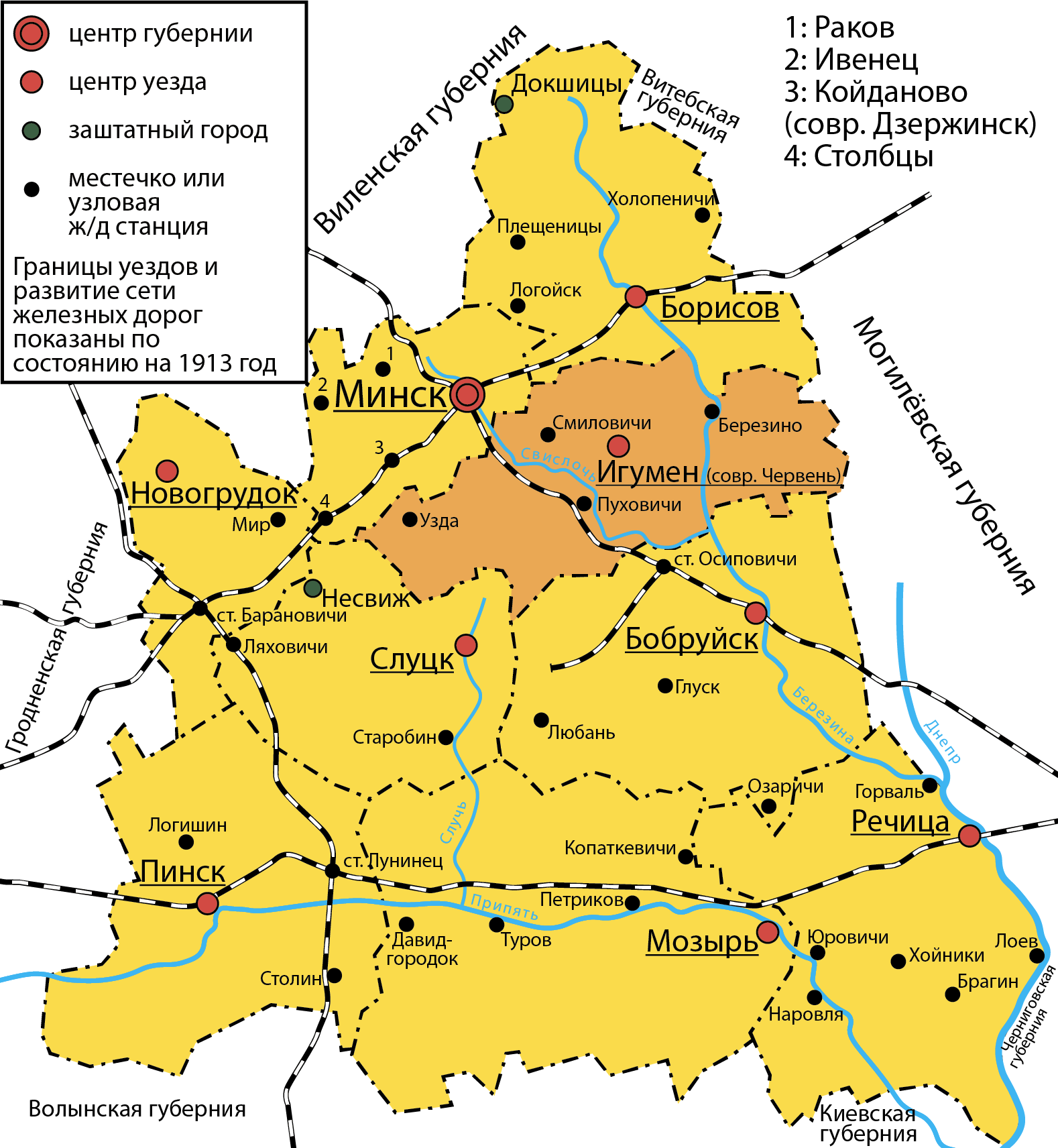
Игуменский уезд на карте Минской губернии, 1913 год.

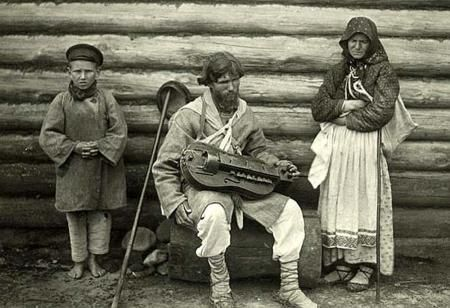
Нищий с лирой. Игуменский уезд Минской губернии. Начало XX века.

Игуменский уезд в составе Минской губернии Российской империи образован в 1793 году после 2-го раздела Речи Посполитой. С 1795 по 1796 относился к Минскому наместничеству. Местечко Игумен получило статус города и центра Игуменского уезда Минской губернии. В уезд, площадь которого составляла 9 434 км², а население 234 792 жителя, входили территории современных Червенского, Пуховичского, Березинского, Узденского, отдельные части Смолевичского, Кличевского, Минского и Осиповичского районов.
В 1921 году Минская губерния упразднена, и уезд перешёл в прямое подчинение Белорусской ССР. В сентябре 1923 переименован в Червенский уезд.
В 1924 году уезд упразднён.

## Население
По данным переписи 1897 года в уезде проживало 234,8 тыс. чел. В том числе белорусы — 82,6 %; евреи — 12,3 %; поляки — 2,9 %; русские — 1,8 %. В уездном городе Игумене проживало 4573 чел.

## Административное деление
В 1890 году в состав уезда входило 23 волостей:
| № п/п | Волость             | Волостное правление | Число селений | Население |
| ----- | ------------------- | ------------------- | ------------- | --------- |
| 1     | Бродецкая           | с. Бродец           | 93            | 8571      |
| 2     | Беличанская         | д. Беличаны         | 90            | 7666      |
| 3     | Верхменская         | с. Верхмень         | 48            | 4446      |
| 4     | Гребенская          | с. Гребёнка         | 56            | 6158      |
| 5     | Должанская          | с. Долгое           | 39            | 6595      |
| 6     | Дудичская           | м. Дудичи           | 69            | 7951      |
| 7     | Дукорская           | м. Дукора           | 26            | 8318      |
| 8     | Клинокская          | с. Клинок           | 32            | 5759      |
| 9     | Могильнянская       | с. Могильно         | 33            | 6062      |
| 10    | Новоликовская       | с. Новолики         | 31            | 6286      |
| 11    | Омельнянская        | с. Омельна          | 17            | 4774      |
| 12    | Пережирская         | с. Пережир          | 53            | 7569      |
| 13    | Погорельская        | с. Погорелое        | 132           | 9975      |
| 14    | Погостская          | с. Погост           | 80            | 14449     |
| 15    | Пуковская           | с. Пуково           | 55            | 5529      |
| 16    | Пуховичская         | с. Пуховичи         | 141           | 10990     |
| 17    | Слободо-Пырашевская | с. Пырашево         | 73            | 6142      |
| 18    | Смиловичская        | м. Смиловичи        | 85            | 10637     |
| 19    | Узденская           | м. Узда             | 103           | 15345     |
| 20    | Цитвянская          | с. Цитва            | 20            | 4479      |
| 21    | Шацкая              | м. Шацк             | 78            | 7747      |
| 22    | Юревичская          | д. Хутор            | 97            | 6116      |
| 23    | Якшитская           | с. Якшицы           | 52            | 6413      |

В 1913 году в уезде также было 23 волости.

## Населённые пункты
По переписи 1897 года наиболее крупные населённые пункты уезда:
| - местечко Березино — 4871 чел. - город Игумен — 4573 чел. - местечко Смиловичи — 3133 чел. - местечко Узда — 2756 чел. - местечко Песочно — 1938 чел. - местечко Пуховичи — 1910 чел. | - местечко Погост — 1525 чел. - местечко Дукора — 1358 чел. - местечко Озеричино — 1356 чел. - местечко Дричин — 1254 чел. - местечко Щитковичи — 1124 чел. - местечко Блонь — 1005 чел. |